# PSD4/EFA6B/TIC
PSD4/EFA6B/TIC (Pleckstrin and Sec7 Domain containing 4) es un GEF (Factor intercambiador de Guanina o del inglés Guanine Exchange Factor) expresado selectivamente en el sistema inmune. Promueve la carga con GTP de ARF6 y ARL14/ARF7. La carga con GTP de ARL14/ARF7 juega un papel importante en el mecanismo que controla la distribución de  MHC-II en las DCs (Células Dendriticas o del inglés Dendritic Cells).